# Hommage féodal
Pour les articles homonymes, voir hommage.

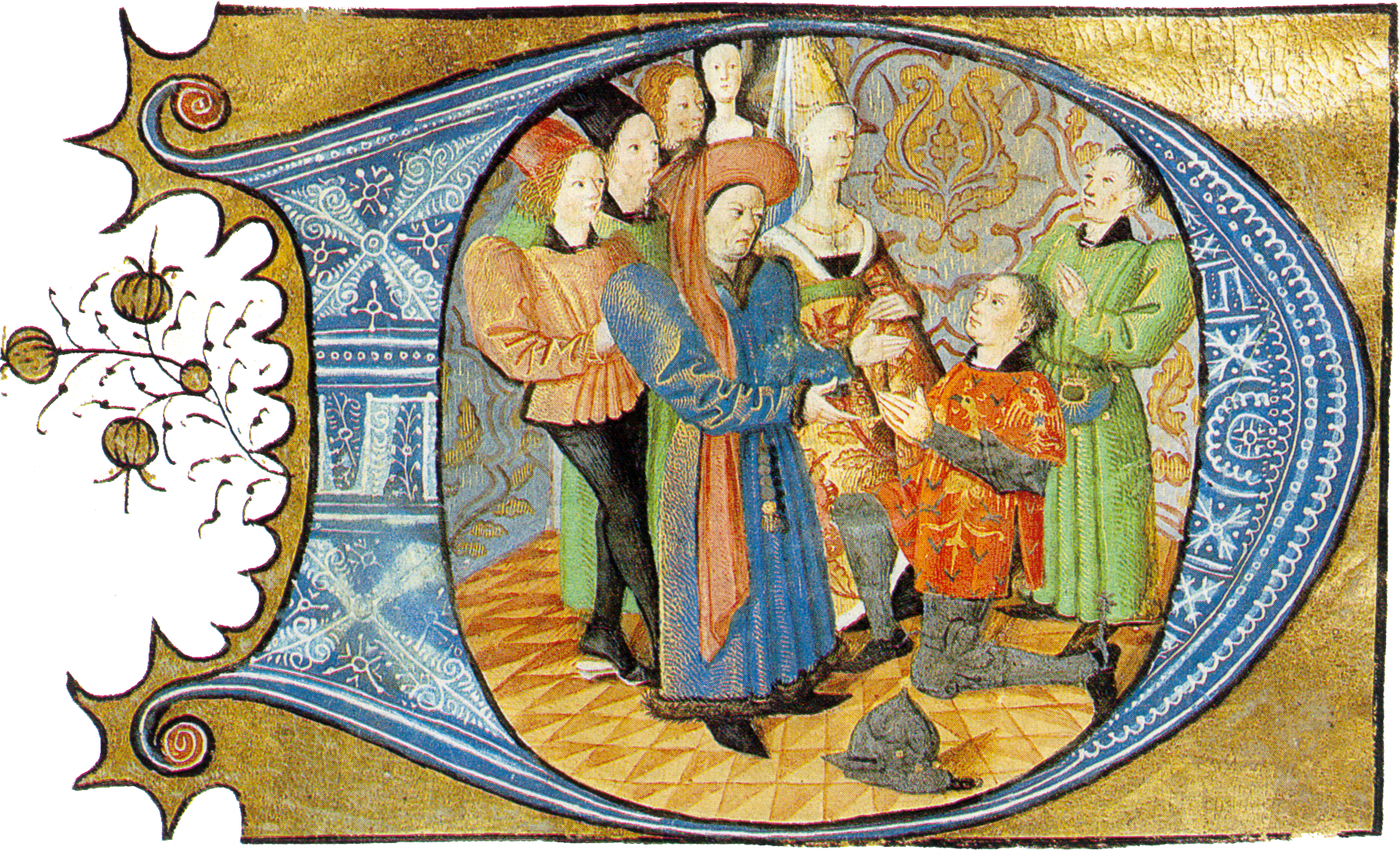
Charles d'Orléans reçoit l'hommage d'un vassal. Lettrine ornée, XVe siècle, Paris, Archives nationales, Q^{1} 477^{1},.

Dans le système féodal, l’hommage est l’établissement ou le renouvellement d'une convention de vassalité qui interdisait toute rivalité entre deux hommes libres. La cérémonie devait en général avoir lieu au manoir seigneurial du futur suzerain en présence de plusieurs témoins. Elle rappelait publiquement l'existence d'une relation de féodalité entre deux familles, voire deux lignages, représentés par leurs chefs – qui pouvaient être une femme. Bien que typiquement hiérarchique, le contrat de vassalité entre les deux groupes les place dans un rapport de complémentarité dont les conditions ne sont pas déséquilibrées.
Le plus simple vassal est le chevalier, dont la fonction est de servir la justice et la paix. En rendant hommage au suzerain, le vassal s'interdit tout acte d'hostilité contre lui, et promet de lui apporter aide et conseil. En contrepartie, le seigneur lui assure la possession paisible de bénéfices, généralement une terre, qui est alors appelée un fief, dont le revenu lui permet de vivre noblement et de s'équiper pour la guerre. En cas d'infidélité du vassal, après trois proclamations l'invitant à venir faire amende honorable au manoir où il avait juré sa foi, le suzerain peut reprendre par la force et confisquer le fief qu'il avait donné.
Le cérémonial de l'hommage est très précis ; il se place dans la tradition des actes d'allégeance entre chefs qui existent chez tous les peuples de l'Antiquité, y compris en Gaule. Les fondements religieux sont renouvelés avec les Évangiles : c'est d'abord la bonne foi, ensuite l'idée d'une justice qui met la force au service du pauvre et de l'orphelin, qui inspirent l'engagement.

## Signification de l'hommage
Dans son expression courante, l'une des personnes, désignée comme supérieure (sous des appellations diverses : « seigneur », « suzerain »), tient sous sa dépendance et sa protection une autre, considérée comme inférieure (sous des appellations diverses, la plus commune étant celle de « vassal »). Selon cette conception, le « Seigneur » dispose de prérogatives importantes sur les droits et sur les biens concédés à son « vassal », y compris le droit de confiscation de ses biens (commise). L'un est, en quelque sorte, le « sujet » de l'autre.
L'hommage est l'aspect formel ou rituel par lequel se concrétise une convention entre deux personnes libres. Ce contrat établit une hiérarchie et un lien de subordination entre les deux cocontractants car le vassal doit se battre pour son seigneur.
L'hommage est expliqué clairement par Fulbert de Chartres, dans la Lettre à Guillaume V d'Aquitaine (1020) :
« Celui qui jure fidélité à son seigneur doit avoir toujours les six mots suivants présents à la mémoire. Sain et sauf afin qu’il ne cause pas de dommage à la force de son seigneur. Sûr afin qu’il ne nuise pas à son seigneur en livrant son secret ou ses châteaux forts […]. Honnête afin qu’il ne porte pas atteinte aux droits de justice de son seigneur. Utile afin qu’il ne fasse pas de tort aux possessions de son seigneur. Facile et possible afin qu’il ne rende pas difficile à son seigneur le bien que celui-ci pourrait facilement faire et afin qu’il ne rende pas impossible ce qui eût été possible à son seigneur. C’est justice que le vassal s’abstienne de nuire ainsi à son seigneur. »
Cette convention est à mi-chemin entre plusieurs catégories contemporaines de contrats synallagmatiques : d'une part un contrat de travail, d'autre part un contrat de bail, de concession ou de fermage d'immeuble, ou encore un contrat de mariage voire un contrat de société entre les familles. Comme dans un contrat de travail, les termes de l'échange sont nombreux, mais ce sont principalement d'un côté la protection du bailleur qui assure au preneur une jouissance paisible du bien qu'il délivre, de l'autre le paiement par le récipiendaire du bien d'une redevance en argent ou d'une prestation en nature pour le bien qui lui est confié.
Les grands théoriciens de cette forme de « liens » entre les deux cocontractants sont nombreux : Fulbert, évêque de Chartres, Philippe de Beaumanoir…

## Caractéristiques de la cérémonie

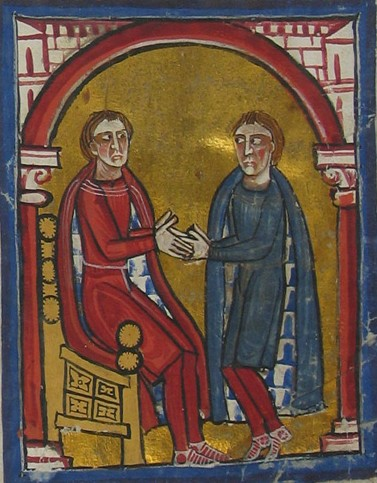
Miniature du Liber feudorum Ceritaniæ représentant un hommage (vers 1200-1209).

L’hommage fait d'un homme un vassal, l'homme de son seigneur, et un seigneur pour les habitants du domaine qui lui est concédé ou renouvelé.
L'hommage est une cérémonie publique qui se déroule en général au château du seigneur, devant témoins. Il n'y a donc pas besoin de contrat écrit.
La cérémonie se déroule en plusieurs étapes :
- tout d'abord le vassal jure fidélité à son seigneur (le seigneur prend les mains du vassal dans les siennes : c'est l'immixtio manuum) ;

- puis ils se font le baiser de paix : c'est l'osculum (symbole d’égalité entre guerriers et chrétiens) avant de se jurer loyauté mutuelle sur la Bible ;

- enfin le seigneur donne un objet qui représente le fief (terre, bâton ou morceau de bois (festuca) gants, anneau en or ou autres).

Galbert de Bruges, au XIIe siècle, rapporte le déroulement d'une cérémonie d'hommage :
« Le comte demanda au futur vassal s’il voulait devenir son homme sans réserve. Celui-ci répondit : « Je le veux ». Ses mains étant jointes dans celles du comte, ils s’allièrent par un baiser. Puis le vassal dit : « Je promets en ma foi d’être fidèle à partir de cet instant au comte Guillaume et de lui garder contre tous et entièrement mon hommage, de bonne foi et sans tromperie. » Il jura cela sur la relique des saints. Ensuite, le comte lui donna l’investiture. »

## Les trois temps forts

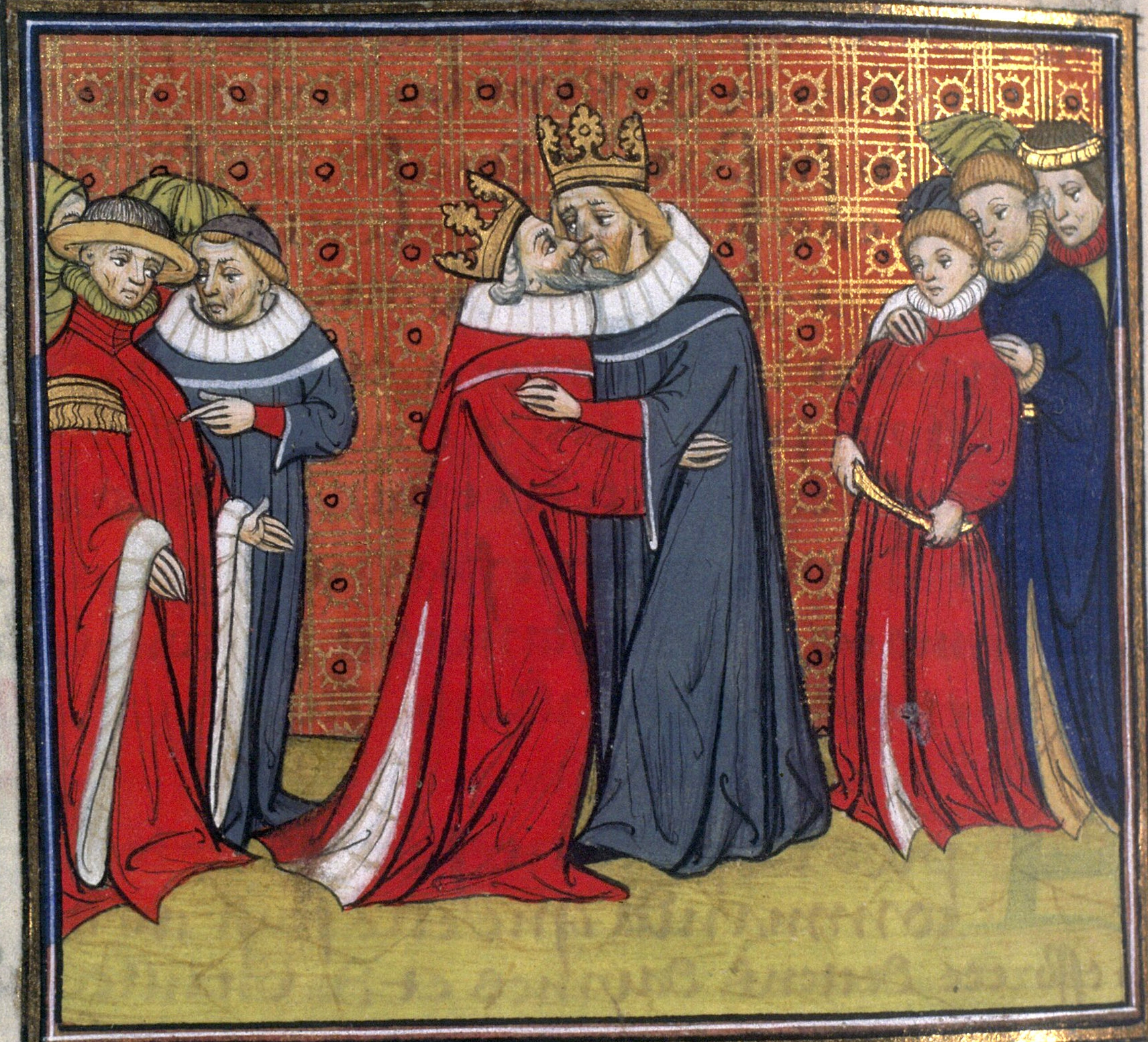
Enluminure : baiser de la cérémonie de l'hommage entre le roi de France et le roi d'Angleterre,.

L'hommage proprement dit : à genoux en face de son seigneur, tête nue, le vassal tend ses mains jointes vers son supérieur. Le seigneur ferme ses mains autour de celles de son vassal. Le vassal proclame sa volonté de servir son seigneur. Il devient son « homme », il fait don de sa personne. L’aveu est un document écrit remis par le vassal à son seigneur (XIIIe siècle). Le geste peut être aussi suivi d'un baiser de paix, sur la bouche.
La foi ou fidélité est un serment prêté sur les reliques ou sur un objet saint pour rendre le pacte sacré.
L’investiture du fief est le dernier moment de la cérémonie : il consiste pour le seigneur à remettre à son vassal un objet symbolisant le fief (motte de terre, anneau, verges, étendard) ; si le contrat est rompu par le vassal, le seigneur peut reprendre son fief.
Cependant l'hommage dit « simple » n'est pas exclusif. Pour remédier à ce problème l'hommage lige fut inventé.
L’hommage n’est pas héréditaire : lien personnel entre deux hommes, il s’éteint et doit être renouvelé à la mort du vassal ou du suzerain, avec son (ou ses, ou un de ses) héritier(s).